# Jalmari Virtanen
Kustaa Jalmari Erikinpoika Virtanen, född 8 januari 1889, död 2 april 1939, var en finskfödd poet som levde och verkade i Ryssland och Sovjetunionen. Han dödades under Stalins utrensningar.
Virtanen flyttade till Ryssland 1901 och till Karelen 1921. Han var under många år ordförande för karelska författarföreningen (sedan 1934 del av Sovjetiska författarunionen). I samband med förtrycket mot Karelens finländska invånare blev nästan samtliga finländska författare arresterade, så också Virtanen. Från sin fängelsecell fortsatte han skriva hyllningstexter till Stalin. Bara en kort tid dessförinnan hade han hyllats som Karelens nationalförfattare och tilldelats en författarbostad.
Virtanen dömdes den 11 april 1938 till elva års straffarbete i gulaglägret i Kotlas. Han avled 1939 i Sevzjeldorlag, där fångarna var sysselsatta med byggandet av Norra järnvägen. Virtanen rehabiliterades från sin dom 1955.